# MNRK Music Group
MNRK Music Group (anciennement Koch Records puis E1 Music) est un label discographique indépendant américain, division de E1 Entertainment et fondé en 1999 par Michael Koch. E1 Music est le plus grand label indépendant des États-Unis. 
Le label comprend plusieurs grands noms de l'industrie de la musique tels que le groupe de Hardcore punk Hatebreed, Black Label Society, l'artiste folk Sinéad O'Connor, le rappeur Ray J ou encore l'ex-Beatles Ringo Starr.

## Histoire

### Koch Records
Le label dans son ensemble trouve son origine dans le distributeur musical canadien Records on Wheels, qui est racheté par la chaîne de magasins canadienne CD Plus en 2001 afin d'étendre son activité de vente en gros. Darren Throop rejoint la société après le rachat par CD Plus de sa chaîne de magasins de disques Urban Sound Exchange. La société fusionnée prend ensuite le nom de ROW Entertainment, avec Darren Throop comme président-directeur général,
En juin 2005, ROW rachète le distributeur de musique indépendant américain et éditeur de divertissement à domicile Koch Entertainment, y compris son label Koch Records,.
De 1999 à 2005, Koch exploite une division à Nashville, dans le Tennessee, dédiée à la musique country, initialement connue sous le nom d'Audium Records. La division de Nashville comptait parmi ses artistes Restless Heart, David Lee Murphy, Daryle Singletary, Cledus T. Judd et les Tractors. Cette division est fermée en octobre 2005.
En 2008, Koch lance HipHopCanada Records, en partenariat avec la publication HipHopCanada.

### eOne Music
Koch est rebaptisé E1 Music en 2009 E1 acquiert IndieBlu Music, société mère d'Artemis Records et de V2 Records North America, en 2010.
En 2013, eOne acquiert la bibliothèque du label de hip-hop Death Row Records, désormais disparu. En janvier 2016, eOne acquiert Dualtone Records. En mars 2016, eOne acquiert le label canadien Last Gang Records et embauche son fondateur, l'avocat spécialisé dans l'industrie musicale Chris Taylor, comme président mondial d'eOne Music,.
En 2016, eOne acquiert les sociétés de gestion Hardlivings et Nerve Artist Management,. En novembre 2016, eOne Music embauche Ted May, ancien directeur principal du marketing international chez Universal Music UK, comme directeur de sa division britannique, opérant depuis les bureaux d'eOne à Londres. En mars 2018, eOne Music acquier la société de production d'événements live Round Room Entertainment.
En 2019, Amelia Artists s'associe à la division de gestion d'eOne. Plus tard en 2019, eOne s'associe au groupe de gestion et de marketing latino-américain Entotal. En novembre 2020, elle signe un accord avec AMPED Distribution pour devenir son nouveau distributeur physique en Amérique du Nord.

### Rachat et renommage en MNRK
En avril 2021, à la suite de l'acquisition de sa société mère par la société de jouets et de divertissement Hasbro, eOne annonce céder son activité musicale à la société de capital-investissement The Blackstone Group pour 385 millions de dollars, afin de se concentrer davantage sur ses activités de divertissement cinématographique et télévisuel. La vente est finalisée en juin et l'unité continue à utiliser la marque eOne jusqu'en septembre 2021, date à laquelle la société est rebaptisée MNRK Music Group. Le 9 février 2022, MNRK vend les droits de la marque et du catalogue Death Row Records au rappeur Snoop Dogg. En 2022, la division Management de MNRK accueille deux nouveaux managers, Phil Jones et Keith Hagan.